# Joaquina Álvarez Marrón
Joaquina Álvarez Marrón (Avilés, Asturias, 1958) es una investigadora española licenciada y doctora en Geología por la Universidad de Oviedo, especialista en estructura y dinámica terrestre. Desarrolla su trabajo en el Consejo Superior de Investigaciones Científicas (CSIC).

## Trayectoria
Joaquina Álvarez Marrón, estudió en la Universidad de Oviedo (Asturias) donde obtuvo la licenciatura (1982) y el doctorado (1989) en  la Facultad Ciencias Geológicas. Un concurso de dibujo cuyo premio fue un libro sobre Marie Curie le marcó un referente a seguir, quería conocer el porqué de las cosas y de la naturaleza, y así, estaba iniciándose en el deseo de investigar.  En un principio ella quería estudiar física o matemáticas pero al no haber estas carreras en la Universidad de Oviedo se decantó por hacer Químicas, tenía claro que quería hacer una carrera de ciencias, después de cursar dos años de Químicas abandonó esta carrera y se pasó Geología.
En Geología se especializó en geología estructural. Realizó la tesina y la tesis doctoral, La estructura geológica de la Región del Ponga (Zona Cantábrica, NW de España), con becas que determinaron su dedicación a la investigación, finalizado el doctorado en la universidad de Oviedo se traslada a la Universidad de Londres donde prosigue sus estudios e investigaciones obteniendo un master (Máster en Basin Evolution and Dynamics) en el Royal Holloway College en 1990 y continuando  investigando en este centro como Posdoctoral Research Assistant hasta 1992.
Joaquina Álvarez Marrón ha realizado estancias de estudio e investigación en diferentes países como, Reino Unido (Egham, Cambridge) o Chile (Punta Arenas).                     
Investigadora Científica en el Instituto de Ciencias de la Tierra "Jaume Almera" del CSIC en Barcelona en el campo de la Tectónica.                     
Ha tenido participación activa en congresos, jornadas y seminarios, tanto en la organización como en la presentación de ponencias.                     
En 2020, el CSIC realizó un reconocimiento institucional a Joaquina Álvarez Marrón por sus 25 años de servicio.
Desde su posición en el Consejo Superior de Investigaciones Científicas ha trabajado por la visibilidad de las mujeres en la ciencia, en el reconocimiento y la difusión de los resultados de sus investigaciones, llevando a cabo la dirección de un proyecto para elaborar una Guía práctica para aumentar la presencia de mujeres en la comunicación y divulgación de la ciencia.

## Labor investigadora
Joaquina Álvarez Marrón especializada como geóloga en la estructura y dinámica terrestre ha desarrollado su actividad como docente e investigadora primero en la Facultad de Geología de la Universidad de Oviedo y posteriormente en el Consejo Superior de Investigaciones Científicas.
Sus proyectos de investigación se han desarrollado en diferentes partes del mundo para estudiar y analizar los procesos geológicos y sus correspondencias con estructuras de otros lugares, como por ejemplo los Andes, los Urales, Taiwán. 
Joaquina Álvarez Marrón ha formado parte de proyectos, convenios y programas internacionales de investigación con diferentes institutos e instituciones de investigación, también tiene numerosas publicaciones científicas en revistas, nacionales e internacionales, y libros.
Parte de su actividad profesional ha sido la elaboración de memorias, monografías e informes técnicos y la dirección de tesis doctorales.                        

### Proyectos en que ha sido Investigadora Principal
- Estructural evolution of the external areas in the southern Urals (1993)

- Hydrocarbon potential of the southern Urals thrust and fold belt (between Kumertau and Aktuybinsk (2000)

- Procesos tectónicos Cenozoicos? en el occidente de la Cordillera Cantábrica y su relación con los estadios iniciales de formación del relieve (2003-2006)

- Integración de la geología estructural y la geofísica (sísmica de reflexión) para la caracterización del subsuelo poco profundo a lo largo del trazado del Túnel de Pajares (lote II AVE)

- Edad de la "rasa" asturiana y los movimientos verticales del terreno (2006-2007)
- Caracterización estructural del subsuelo de las potenciales ubicaciones de una planta piloto de almacenamiento geológico de CO2  (2008-2009)
- Estructura y termocronología del occidente de la Cordillera Cantábrica (2007-2011)
- Efectos de la arquitectura heredada del margen continental sobre la deformación y cinemática de cuñas orogénicas de colisión arco-continente (2014-2018)
- Análisis geológico y geofísico de la conexión entre zonas transversales y estructuras heredadas de basamento en regiones de cabalgamientos y pliegues: el ejemplo de Taiwán (2019-2022)

### Comités científicos
Joaquina Álvarez Marrón ha formado parte de diferentes Comités Científicos, como:
- Consejo Científico del Museo Nacional de Ciencia y Tecnología. (2013 a 2015).
- Comité Científico de la "II Xornada Universitaria Galega en Xénero". Organizado por la Oficina para a Igualdade de Xénero, Universidad de La Coruña ( 2014).
- Comité Científico del I Congreso Internacional sobre Ciencia, Feminismo y Masculinidades (2018).
- Ha sido miembro de la Junta de Gobierno de la Sociedad Geológica de España (2008-2016).[9]
- Ha formado parte del grupo de expertos del Comité Asesor de evaluación en la Transferencia del Conocimiento y la Innovación en diversas disciplinas científicos.[10]

## Sociedad, mujeres y ciencia
Joaquina Álvarez Marrón ha manifestado y trabajado por los derechos de las mujeres en general y de las científicas en particular, por conseguir una igualdad real que permita acceder a la carrera científica a las mujeres, mostrar referentes femeninos ante la sociedad y animar e incentivar a las niñas a estudiar las carreras científicas, tratando de acabar con brecha de género en la ciencia, lograr una composición equilibrada entre mujeres y hombres en los espacios de responsabilidad en la actividad investigadora, "no es solamente una cuestión de justicia para las mujeres sino que está ampliamente demostrado que también tiene que ver con la calidad de la ciencia".
Joaquina Álvarez Marrón ha participado activamente en:
- La Asociación de Mujeres Investigadoras y Tecnólogas (AMIT)  donde además de socia ha colaborado en cargos en la junta directiva, presidiendo la asociación en el periodo  de 2016 a 2019.[12]

- La Comisión de Mujeres y Ciencia del Consejo Superior de Investigaciones Científicas (CSIC) desde su creación en 2002 como comisión asesora de la Presidencia para temas de género, contribuyendo a la implantación de medidas activas para promover la igualdad y visibilizar los resultados de las investigaciones realizadas por las mujeres.[13][14]

- El grupo denominado Geólogas en Red, formado por mujeres que trabajan para facilitar el acceso al estudio de la geología otras mujeres.[15]
- Ha pertenecido al Comité Científico de Ios Congreso Iberoamericano de Ciencia, Tecnología y Género.[16]
- Ha participado con artículos en prensa, concedido entrevista en los días y campañas señaladas, como el Día de las Mujeres y las Niñas en la Ciencia, #NoMoreMatildas, etc.[17]

Joaquina Álvarez Marrón ha considerado necesaria la divulgación científica para dar a conocer lo que la ciencia hace y su implicación social, para ello ha publicado   artículos en diarios, como por ejemplo en El País, ¿El choque entre placas tectónicas causa siempre cordilleras?, Todos los días deberían ser 11 de febrero, Nos jugamos el futuro. 